# Marc Peauger
 (juillet 2025).
Marc Peauger, né le 26 mars 1841 à Angers et mort en janvier 1911, à Paris, est un journaliste, patron de presse et homme politique français.
Républicain et socialiste, il rallie le boulangisme. 

## Biographie

### Famille et débuts
Né à Angers en 1841, Marc Peauger est élevé par sa mère Marie-Irma Joubert et son père Arsène Peauger, avocat et journaliste (fondateur du Progressif de la Haute-Vienne en 1838 et du Précurseur de l'Ouest en 1840), maître des requêtes au Conseil d'État (mai 1848), préfet de la Sarthe (juin 1848), des Bouches-du-Rhône (juillet 1848-1849) puis directeur de l'Imprimerie nationale à partir de 1850 (démissionnaire la même année).
Ayant crée le journal Le Progrès en 1876 (ne dure que quelques mois par manque de lecteurs 22 janvier 1876-15 mai 1876), Marc Peauger écrit des articles républicains dont certains l'amènent devant les tribunaux. En 1876, il est assigné devant la cour d'appel de Limoges pour diffamation et injure par Hippolyte Lézaud (premier président de la cour d'appel de Limoges) et son frère Léon Lézaud. Ceux-ci l'ayant accusé d'avoir publié un article jugé injurieux contre leur ancêtre Pierre Lézaud, il est condamné en août 1876 à cinq jours de prison et 1,000 francs de dommages et intérêt. Il fait appel mais est finalement condamné en mai 1877. En 1880, il se présente comme radical dans la 2ème circonscription de Limoges mais pour ne pas diviser les voix, il décide de se retirer au second tour en faveur de René Pénicaud. 

### Campagnes boulangistes
En 1888, Marc Peauger rallie le boulangisme et se présente comme candidat révisionniste aux élections sénatoriales pour la Haute-Vienne. Il avait cependant adhéré auparavant à la Fédération socialiste de la Haute-Vienne, celle-ci ayant développée de l'hostilité pour le boulangisme. Ainsi, c'est en octobre de la même année que Peauger est exclu à l'unanimité comme un « traître au socialisme ». Dans la foulée, il fonde un Comité socialiste révisionniste à Limoges pour soutenir la candidature du candidat boulangiste pour les élections législatives de septembre 1889 : Georges Le Veillé. Celui-ci se présentant comme « socialiste » et « antisémite » se présente dans la première circonscription de Limoges accompagné par Peauger qui le seconde au cours de ses réunions publique et se charge de promouvoir le programme révisionniste dans toutes les localité. Élu par 7,307 voix contre 6,991, Le Veillé lance avec Peauger le journal L'Indépendant du Centre : Organe de la République sociale. Cependant, après quatre ans de mandat, Le Veillé décède prématurément de maladie en 1893 et c'est Peauger qui organise ses funérailles.